# Sutrieu
Sutrieu [sytʁijø] ist eine ehemalige französische Gemeinde und heutige Commune déléguée mit 223 Einwohnern (Stand 1. Januar 2022) im Département Ain in der Region Auvergne-Rhône-Alpes. Sie gehörte zum Kanton Hauteville-Lompnes und zum Arrondissement Belley. Sie wurde mit Wirkung vom 1. Januar 2019 mit Belmont-Luthézieu, Lompnieu und Vieu zur Commune nouvelle Valromey-sur-Séran fusioniert.

## Geographie
Sutrieu liegt auf 620 m, etwa 21 Kilometer nördlich der Stadt Belley und 44 km südöstlich der Präfektur Bourg-en-Bresse (Luftlinie). Das Bauerndorf erstreckt sich im südöstlichen Bugey, an aussichtsreicher Lage am flachen westlichen Talhang des Séran, in der Talschaft des Valromey, am Ostfuß des Planachat.
Die Fläche des 19,05 km² großen ehemaligen Gemeindegebiets umfasst einen Abschnitt des Valromey. Das Valromey bildet eine breite Senke zwischen zwei hohen, in Nord-Süd-Richtung orientierten Jurakämmen. Die östliche Gemeindegrenze verläuft entlang dem Séran, welcher teils in einer offenen Talniederung, teils schluchtartig in die Plateaus eingetieft, durch das Valromey südwärts fließt. Vom Flusslauf erstreckt sich das Gemeindeareal westwärts über das Plateau von Fitignieu und den anschließenden sanft ansteigenden, landwirtschaftlich genutzten Hang von Sutrieu. Westlich daran grenzt ein dicht bewaldeter Steilhang an, der zur Passhöhe des Col de la Lèbe und zum Kamm des Planachat überleitet. Auf dieser Höhe wird mit 1204 m die höchste Erhebung von Sutrieu erreicht.
Zu Sutrieu gehören neben dem eigentlichen Ort auch verschiedene Dörfer, Weiler und Gehöfte, nämlich:
- Fitignieu (550 m) auf einem Plateau westlich des Séran
- Fossieu (600 m) am westlichen Talhang des Séran
- Mongonod (615 m) am Ostfuß des Planachat
- Cossonod (640 m) auf einem Geländevorsprung am Ostfuß des Planachat
- Charancin (680 m) am Südostfuß des Planachat
- Saint-Maurice (715 m) am Aufstieg zum Col de la Lèbe

Nachbargemeinden von Sutrieu sind 
- Lompnieu im Norden,
- Champagne-en-Valromey im Osten,
- Belmont-Luthézieu im Süden,
- Plateau d’Hauteville mit Thézillieu und Cormaranche-en-Bugey im Westen.

## Geschichte
Bereits im Jahre 875 wird Sutrieu erstmals urkundlich erwähnt, als das Dorf und sein Umland an das Kloster Tournus überging. Die Nachbardörfer Fitignieu und Charancin erscheinen im 14. Jahrhundert erstmals in den Urkunden, nur die Pfarrei Saint-Maurice bei Charancin wird bereits 1135 erwähnt. Im Mittelalter gehörte Sutrieu zur Herrschaft Valromey, welche unter der Oberhoheit der Grafen von Savoyen stand. Mit dem Vertrag von Lyon gelangte das Dorf im Jahre 1601 an Frankreich. Der Weiler Saint-Maurice wurde 1944 von deutschen Truppen in Brand gesteckt. Mit Wirkung auf den 1. Januar 1974 wurden die zuvor selbständigen Gemeinden Fitignieu und Charancin mit Sutrieu fusioniert.

## Sehenswürdigkeiten
Die Pfarrkirche von Sutrieu wurde im gotischen Stil erbaut und 1968 umfassend restauriert. In Charancin steht eine gotische Landkapelle. Die Kirche von Fitignieu zeigt eine Mischung aus romanischen und gotischen Stilformen. Etwas außerhalb von Saint-Maurice steht die Kapelle Saint-Maurice-de-Charancin aus dem 12. Jahrhundert, die durch ihre abseitige Lage der Zerstörung von 1944 entging. In den verschiedenen Dörfern sind zahlreiche traditionelle Bauernhäuser aus dem 17. bis 19. Jahrhundert erhalten.

## Bevölkerung
| Bevölkerungsentwicklung | Bevölkerungsentwicklung |
| Jahr                    | Einwohner               |
| ----------------------- | ----------------------- |
| 1962                    | 119                     |
| 1968                    | 99                      |
| 1975                    | 253                     |
| 1982                    | 231                     |
| 1990                    | 209                     |
| 1999                    | 218                     |
| 2006                    | 217                     |
| 2011                    | 241                     |
| 2022                    | 223                     |

Mit 223 Einwohnern (Stand 1. Januar 2022) gehörte Sutrieu zu den kleinen Gemeinden im Département Ain. Nachdem die Einwohnerzahl in der ersten Hälfte des 20. Jahrhunderts deutlich abgenommen hatte, verblieb die Bevölkerungszahl seit den 1980er Jahren auf annähernd konstantem Niveau.

## Wirtschaft und Infrastruktur
Sutrieu war bis weit ins 20. Jahrhundert hinein ein vorwiegend durch die Landwirtschaft und Forstwirtschaft geprägtes Dorf. Daneben gibt es heute einige Betriebe des lokalen Kleingewerbes. Mittlerweile hat sich das Dorf dank der schönen Lage auch zu einer Wohngemeinde gewandelt. Zahlreiche Erwerbstätige sind Wegpendler, die in den größeren Ortschaften der Umgebung ihrer Arbeit nachgehen.
Die Ortschaft liegt abseits der größeren Durchgangsstraßen an einer Departementsstraße, die von Artemare durch das Valromey nach Brénod führt. Weitere Straßenverbindungen bestehen mit Lilignod, Passin und über den Col de la Lèbe mit Thézillieu.